# Hângănești, Bacău
Hângănești este un sat în comuna Brusturoasa din județul Bacău, Moldova, România. monitoruljuridic. ro/act/decret-nr-799-din-17-decembrie-1964-privind-schimbarea-denumirii-unor-localitati-emitent-consiliul-de-stat-publicat-n-19380. html|title=Decretul nr. 799 din 17 decembrie 1964 privind schimbarea denumirii unor localități|publisher=Monitoruljuridic.